# Nellie McKay
Pour les articles homonymes, voir McKay.
Nellie McKay (« McKay » rime avec « ail ») est une auteur-compositeur-interprète américaine, ainsi qu'une ancienne monologuiste comique. Elle est née le 13 avril 1982. Elle s'est fait connaître pour son premier album, intitulé Get Away From Me.

## Biographie
McKay est née à Londres en Angleterre d'un père qui est réalisateur et d'une mère, Robin Pappas, actrice. À l'âge de deux ans, après la séparation de ses parents, elle a déménagé avec sa mère à New York, où elle a habité jusqu'en 1994. Après une année à Olympia dans l'État de Washington, elles sont retournées dans l'Est des États-Unis et ont vécu dans la région des Poconos en Pennsylvanie, où McKay est allée à l'école secondaire.
En 2000, McKay a commencé à fréquenter la Manhattan School of Music, mais comme elle s'y ennuyait et en était insatisfaite, elle a abandonné ces études après deux ans. Pendant cette période, elle s'est mise à présenter des monologues comiques dans des clubs de Manhattan, et en est venue éventuellement à jouer dans les bars gays de Greenwich Village. En février 2003, Nellie a fait la première pour les Trachtenburg Family Slideshow Players au bar Tonic dans le Lower East Side de New York. Jay Ruttenberg, du magazine newyorkais Time Out, a assisté au spectacle et le mois suivant, il a publié un article important sur McKay. Peu de temps après, plusieurs compagnies de disques l'ont contactée et se sont mises à faire de la surenchère. Elle a fini par signer avec Columbia/Sony et a commencé la production de son premier album à la fin de l'été 2003.
Sa musique combine différents genres, incluant le jazz, le rap, le disco et le funk. Son style électrique et bien défini et ses paroles subtiles en font une voix originale. Ses chansons ont parfois une connotation politique : elle dit être « fière d'être membre de PETA »  (une organisation pour les droits des animaux), elle a composé la chanson Columbia is Bleeding qui accuse l'Université Columbia de cruauté envers les animaux, ainsi que John John au sujet du candidat Ralph Nader, en plus de participer à des concerts pour le bénéfice de la station de radio WBAI.

## Get Away From Me
Son premier album, Get Away From Me, a été lancé en février 2004. Il a été produit par l'ancien ingénieur de son des Beatles, Geoff Emerick chez Columbia/Sony Records. L'album a été accueilli favorablement par la critique. Le titre est une parodie de Come Away with Me, un album de Norah Jones, et il exprime l'insatisfaction de McKay concernant le jazz moderne.
McKay semble être la première femme à sortir un album double comme premier album. À l'origine, le contrat avec Columbia prévoyait treize chansons, mais McKay a fait pression sur cette maison de disques à l'aide de bouteilles de vin, d'une présentation Powerpoint et d'une photo humoristique où elle menace Emerick avec un fusil. Le studio a accepté, mais McKay a dû financer les coûts de production des cinq chansons additionnelles à raison de vingt-cinq mille dollars de son propre argent. Bien que toutes les chansons auraient pu tenir sur un seul CD, elle a insisté pour en produire deux afin de « retrouver le plaisir de retourner un disque » (All Music Guide).
McKay a été une des principales découvertes du festival South By Southwest en 2004 et a été finaliste pour le Shortlist Prize aussi en 2004.

## Pretty Little Head
Le deuxième album de Nellie McKay, Pretty Little Head, est sorti le 31 octobre 2006. Il comporte des duos avec Cyndi Lauper et k.d. lang.

## Broadway
McKay a joué sur Broadway en 2006 dans une pièce de théâtre intitulée The Threepenny Opera, avec Alan Cumming et Cyndi Lauper.

## Controverse sur son âge
Il y a eu une certaine discussion sur l'âge de McKay. Au moment de la sortie de Get Away From Me, la plupart des sources indiquaient qu'elle avait 19 ans. Son père a apparemment affirmé toutefois qu'elle était née en 1982. Jusqu'en 2004, le site Web officiel de McKay donnait sa date de naissance comme étant le 13 décembre 1984. Ces références à son âge ont été retirées depuis.

## Opinions politiques
McKay est ouvertement féministe, et a écrit une chanson satirique ayant trait à des causes féministes intitulée Mother of Pearl. McKay est également « une fière membre de PETA » (cf. notes d’album) ; sa chanson Columbia Is Bleeding parlait du problème de la cruauté envers les animaux exercée par l'université Columbia. Elle a par ailleurs écrit une chanson en 2004 (John John) sur ses sentiments favorables au candidat Ralph Nader ; elle a aussi préféré Barack Obama à John McCain pour la présidentielle de 2008.
Elle a participé à des événements pour la station radiophonique progressiste WBAI, Planned Parenthood, Farm Sanctuary et la Coalition to Ban Horse-Drawn Carriages, entre autres nombreux groupes.
McKay fit partie des nombreux musiciens qui écrivirent une chanson soutenant le condamné à mort incarcéré en Géorgie Troy Davis.